# Jackson Collins
Jackson Collins (5 de noviembre de 1998) es un deportista australiano que compite en piragüismo en la modalidad de aguas tranquilas.
Participó en los Juegos Olímpicos de París 2024, obteniendo una medalla de plata en la prueba de K4 500 m. Ganó dos medallas en el Campeonato Mundial de Piragüismo, en los años 2022 y 2023, ambas en la prueba de K2 500 m mixto.

## Palmarés internacional
| Juegos Olímpicos   | Juegos Olímpicos     | Juegos Olímpicos | Juegos Olímpicos |
| Año                | Lugar                | Medalla          | Competición      |
| ------------------ | -------------------- | ---------------- | ---------------- |
| 2024               | París (Francia)      | Medalla de plata | K4 500 m         |
| Campeonato Mundial |                      |                  |                  |
| Año                | Lugar                | Medalla          | Competición      |
| 2022               | Halifax (Canadá)     | Medalla de oro   | K2 500 m mixto   |
| 2023               | Duisburgo (Alemania) | Medalla de plata | K2 500 m mixto   |